# Сверчково (Алтайский край)
Сверчково — село в Целинном районе Алтайского края. Входит в состав сельского поселения Сухо-Чемровский сельсовет.

## История
Основано в 1806 г. В 1928 году состояло из 366 хозяйств, основное население — русские. В административном отношении являлось центром Сверчковского сельсовета Бийского района Бийского округа Сибирского края.

## Население
| 1926 | 1997 | 1998 | 1999 | 2000 | 2001 |
| ---- | ---- | ---- | ---- | ---- | ---- |
| 2244 | ↘391 | ↗394 | ↘382 | ↗385 | ↘362 |
| 2002 | 2003 | 2004 | 2005 | 2006 | 2007 |
| ↘336 | ↘318 | ↘299 | ↘292 | ↘286 | ↘283 |
| 2008 | 2009 | 2010 | 2011 | 2012 | 2013 |
| ↗285 | ↗299 | ↘274 | ↘273 | ↘267 | ↘265 |

Национальный состав
Согласно результатам переписи 2002 года, в национальной структуре населения русские составляли 82 %.